# Xã Liberty Grove, Quận Richland, Bắc Dakota
Xã Liberty Grove (tiếng Anh: Liberty Grove Township) là một xã thuộc quận Richland, tiểu bang Bắc Dakota, Hoa Kỳ. Năm 2010, dân số của xã này là 114 người.